# Виляреал КФ
Виляреал Клуб де Футбол (на испански: Villarreal Club de Fútbol) е испански футболен отбор от Примера дивисион, намиращ се в едноименния град, в близост до Кастельон де ла Плана (областния център на провинция Кастельон). Отборът играе на стадион Ел Мадригал.

## История

### Ранните години
Клубът е основан през 1923 г. и до Испанската Гражданска война играе в регионалните дивизии. След войната отборът играе в различни регионални дивизии, също и в Трета дивизия до сезон 1970/71, когато Виляреал играе два последователни сезона в Сегунда Дивисион, но накрая изпада отново в Трета дивизия. След като играе в Сегунда Дивисион Б няколко сезона в края на 80-те, Виляреал успява да се утвърди като отбор от Сегунда Дивисион от сезона 1992/93.

### Лигата на звездите
На 24 май 1998 г., ден, който феновете на отбора добре си спомнят, Виляреал си осигуряват класиране в Примера Дивисион за сезон 1998/99, който започва със страховит мач с гранда Реал Мадрид на „Сантяго Бернабеу“. След доста тежък сезон, Виляреал отново изпада в Сегунда Дивисион за сезона 1999/2000, в който завършват трети и отново се класират в Лигата на Звездите, Примера Дивисион, този път за да останат.

## Представяне в евротурнирите
През лятото на 2003 г. Виляреал побеждава СК Хееренвеен на финала на турнира УЕФА Интертото и по този начин се класират в турнира за Купата на УЕФА. През 2003/04 Виляреал успява да достигне до полуфинал за Купата на УЕФА, където губи от сънародниците си и последвали носители на трофея Валенсия. През лятото Виляреал отново печелят турнира Интертото, пак участват в Купата на УЕФА и достигат до четвъртфиналите, където отстъпват на АЗ Алкмаар, губейки с 3:2 общ резултат. През същия сезон 2004/05 Виляреал завършва 3-ти в Испания и по този начин за първи път ще играе квалификации за влизане в Шампионската лига.
Сезон 2005/06 донася на отбора значим европейски успех и признание, благодарение на представянето в Шампионската лига. В квалификационния кръг Виляреал спорно отстранява Евертън с две победи с по 2:1 и 4:2 общ резултат. В груповата фаза Виляреал попада в една група с португалския шампион Бенфика, френския Лил и английския гранд Манчестър Юнайтед. Останали непобедени през фазата на групите, Виляреал имат 2 победи (с по 1:0 у дома срещу Бенфика и Лил) и 4 равенства, 2 от тях – 0:0 с Манчестър. Виляреал оглавяват групата и се класират напред заедно с Бенфика. Отборът стига до четвъртфиналите в своя дебют в Шампионската лига, отстранявайки шотландския Рейнджърс с 3:3 и повече голове на чужд терен.
На четвъртфиналите Виляреал се падат срещу италианския Интер. След загуба с 1:2 в Милано, Виляреал побеждава Интер като домакин с 1:0 и с повече голове на чужд терен се класира на полуфинал. Там срещат английския Арсенал, който трудно ги отстранява с общ резултат 1:0, а Виляреал изпускат дузпа в реванша в последната минута.
През изминалия сезон 2006/07 Виляреал отпада още в 3-тия кръг на Интертото от словенския Марибор с общ резултат 2:3
През новия сезон тимът на Виляреал отново игра в Шампионската лига, в група с Манчестър Юнайтед, шотландския Селтик и датския Олбор Фодболд.
През 2009 г. отборът е един от съперниците на Левски в Лига Европа.

## Успехи

### Национални
- Ла Лига:
  -  Вицешампион (1): 2007/08
  -  Бронзов медал (1): 2004/05

### Участие в еврокупите
- Шампионска лига:
  - 1/2 финалист (2): 2005/06, 2021/2022
- Купа на УЕФА:
  - 1/2 финалист (3): 2003/04, 2010/11, 2015/16
- Интертото:
  -  Носител (2): рекорд 2003, 2004
- Лига Европа:
  -  Носител (1): 2021

## Известни футболисти
- Мартин Палермо
- Нихат Кахвечъ
- Хуан Роман Рикелме
- Маркос Сена
- Робер Пирес
- Йон Дал Томасон
- Хуан Пабло Сорин
- Сони Андерсон
- Жулиано Белети
- Алексио Такинарди
- Константин Галка
- Миодраг Белодедичи
- Гилермо Амор
- Давид Албелда
- Хосе Мануел Рейна
- Хосе Мари
- Хосе Молина
- Мигел Анхел Ангуло
- Диего Форлан
- Лусиано Вието
- Габриел